# Schindagha

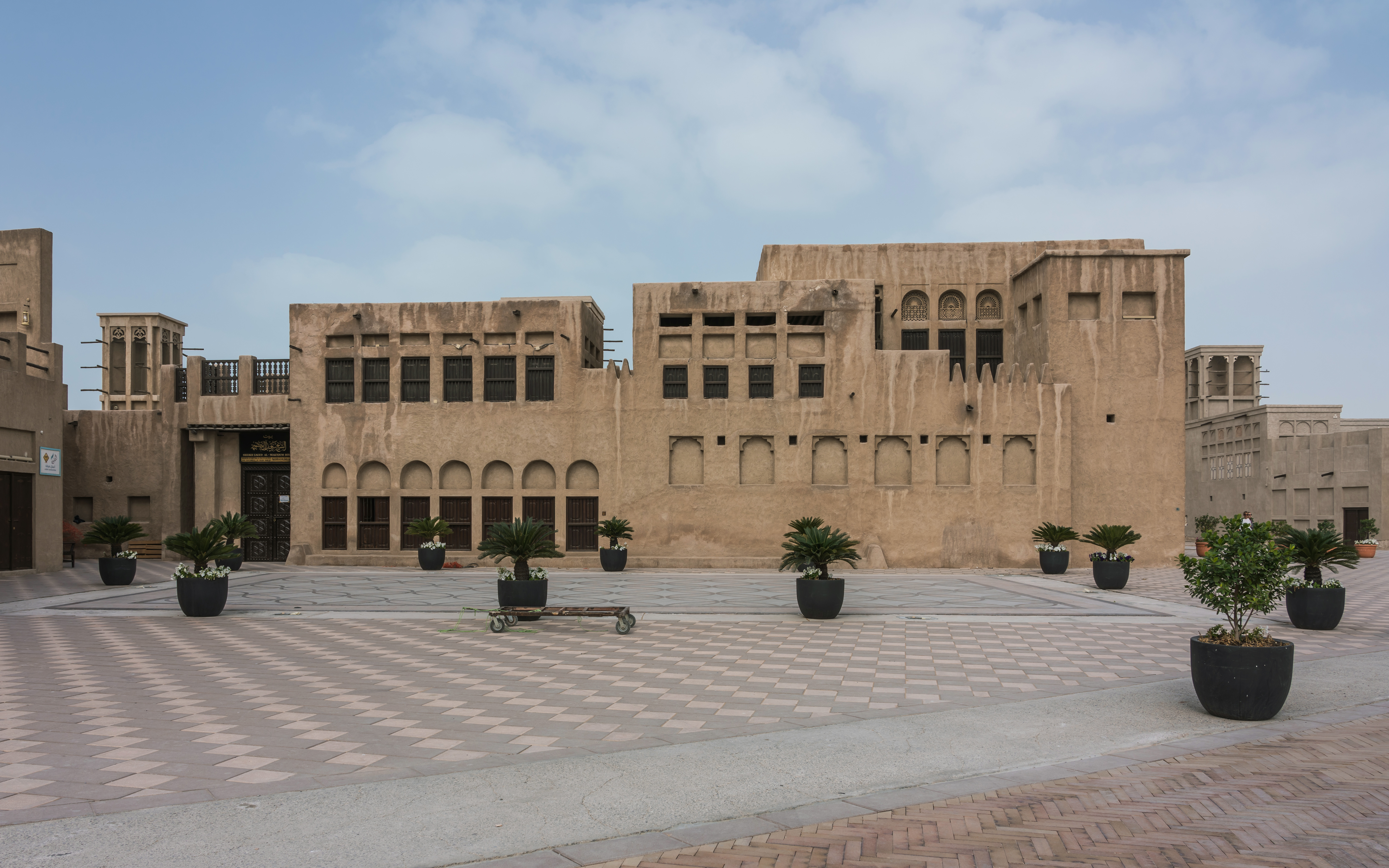
Said-bin-Maktum-Haus

Schindagha (arabisch الشندغة asch-Schindagha, DMG aš-Šindaġa) ist einer der ältesten Stadtteile Dubais. 
Er liegt im Norden von Bur Dubai, an der Mündung des Khor Dubai, einem natürlichen Meeresarm, der von Scheich Raschid bin Said Al Maktum ausgebaut wurde.
Nach der Statistik hatte die entsprechende Community zum Stichtag 31. Dezember 2015 nur fünf Bewohner auf einer Fläche von 31 Hektar. Fünf Jahre vorher waren es noch zwölf.
In Schindagha befindet sich das alte – mittlerweile restaurierte – Haus des 1958 verstorbenen Scheichs Said bin Maktum. Er wurde Ende des 19. Jahrhunderts an einem strategisch wichtigen Platz nahe am Meer – direkt am Meeresarm – errichtet. Der Scheich konnte von den Aussichtstürmen aus ankommende Schiffe beobachten. Nach einer umfassenden Restaurierung steht der Palast heute der Öffentlichkeit als Museum zur Verfügung. Der Palast ist auch bekannt unter den Namen Bait asch-Schaich Saʿīd Āl Maktūm (Sheikh Saeed Al Maktoum House) oder Bait asch-Schaich Saʿīd (Sheikh Saeed House).
1997 wurde hier von der Regierung das Heritage and Diving Village errichtet. Es gibt einen Einblick in die Kultur und das Leben in Dubai vor der Entdeckung des Erdöls. Nähergebracht wird den Besuchern hier das Leben des Seevolks als Fischer und Perlentaucher sowie das traditionelle Leben der Beduinenvölker. Köchinnen bereiten in sogenannten Garküchen während der „Show cookings“ traditionelle arabische Speisen zu.
Eine der wichtigsten Straßenverbindungen im Stadtzentrum Dubais ist der Al Shindagha Tunnel, der Shindagha mit dem Stadtteil Deira verbindet und dabei den Khor Dubai unterquert.